# Effet Poole-Frenkel
En physique du solide, l'effet Poole-Frankel est un des phénomènes physiques responsables de l'existence d'un courant de fuite à travers un diélectrique. Publié pour la première en 1938, ce phénomène doit son nom à Yakov Frenkel (soviétique) et à Horace Hewitt Poole (irlandais).

## Mécanisme
La conduction Poole-Frenkel résulte de la libération des électrons piégés dans des puits de potentiel. De tels pièges sont le résultat de défauts dans la structure du matériau. La présence d'un champ électrique dissymétrise le puits de potentiel, et avec l'agitation thermique, il existe une probabilité non nulle qu'un électron acquière une énergie suffisante pour quitter le piège et passer dans la bande de conduction. La densité de courant {\displaystyle J} créée par l'effet Poole-Frankel répond à l'équation suivante : 
{\displaystyle {\vec {J}}=\sigma _{FP}{\vec {E}}exp\left({\frac {-q\left(\phi _{B}-{\sqrt {\frac {qE}{\pi \epsilon }}}\ \right)}{k_{B}T}}\right)}
où :
{\displaystyle \sigma _{FP}} est la conductivité de Poole-Frankel, exprimée en {\displaystyle S.m^{-1}}, qui dépend essentiellement de la qualité du diélectrique.
{\displaystyle E} est le champ électrique
{\displaystyle q} est charge élémentaire
{\displaystyle \phi _{B}} est la barrière de potentiel
{\displaystyle \epsilon } est la permittivité dynamique
{\displaystyle k_{B}} est la Constante de Boltzmann
{\displaystyle T} est la température.
La densité de courant augmente exponentiellement avec la température, résultat qu'on peut relier intuitivement à la Statistique de Fermi-Dirac.

## Mise en pratique
La méthode de caractérisation expérimentale de l'effet Poole-Frankel consiste à procéder à une série de mesures dans un échantillon, en faisant varier le champ électrique appliqué. En traçant {\displaystyle Ln(J)} en fonction de {\displaystyle {\sqrt {E}}}, on peut isoler ce phénomène des autres mécanismes de conduction possibles, et par une simple régression linéaire identifier {\displaystyle ln(\sigma _{FP})-{q\phi _{B}}/{qT}}(ordonnée à l'origine), mais pas déterminer {\displaystyle \sigma _{FP}} et {\displaystyle \phi _{B}} indépendamment - pour cela il faut faire varier aussi la température,.
La caractérisation de cet effet est importante pour prédire notamment les courants de grille des transistors à effet de champ et la fiabilité de certains microsystèmes électromécaniques à actionnement électrostatique.